# Huaquillas (cantão)
Huaquillas é um cantão do Equador localizado na província de El Oro.
A capital do cantão é a cidade de Huaquillas.